# Donja Selnica
Donja Selnica est un village de la municipalité de Zlatar (comitat de Krapina-Zagorje) en Croatie. Au recensement de 2011, le village comptait 196 habitants.